# Дерилово
Дерилово (укр. Дерилове) — село в Краматорском районе Донецкой области Украины, входит в Лиманскую городскую общину.

## История
В период российско-украинской войны с апреля по сентябрь 2022 село находилось под контролем ВС РФ. 30 сентября 2022, в ходе битвы за Лиман, ВСУ освободили Дерилово.

## Адрес местного совета
84450, Донецкая область, Краматорский р-н, пгт Дробышево, ул. Ленина, 94.